# C. J. Ramone

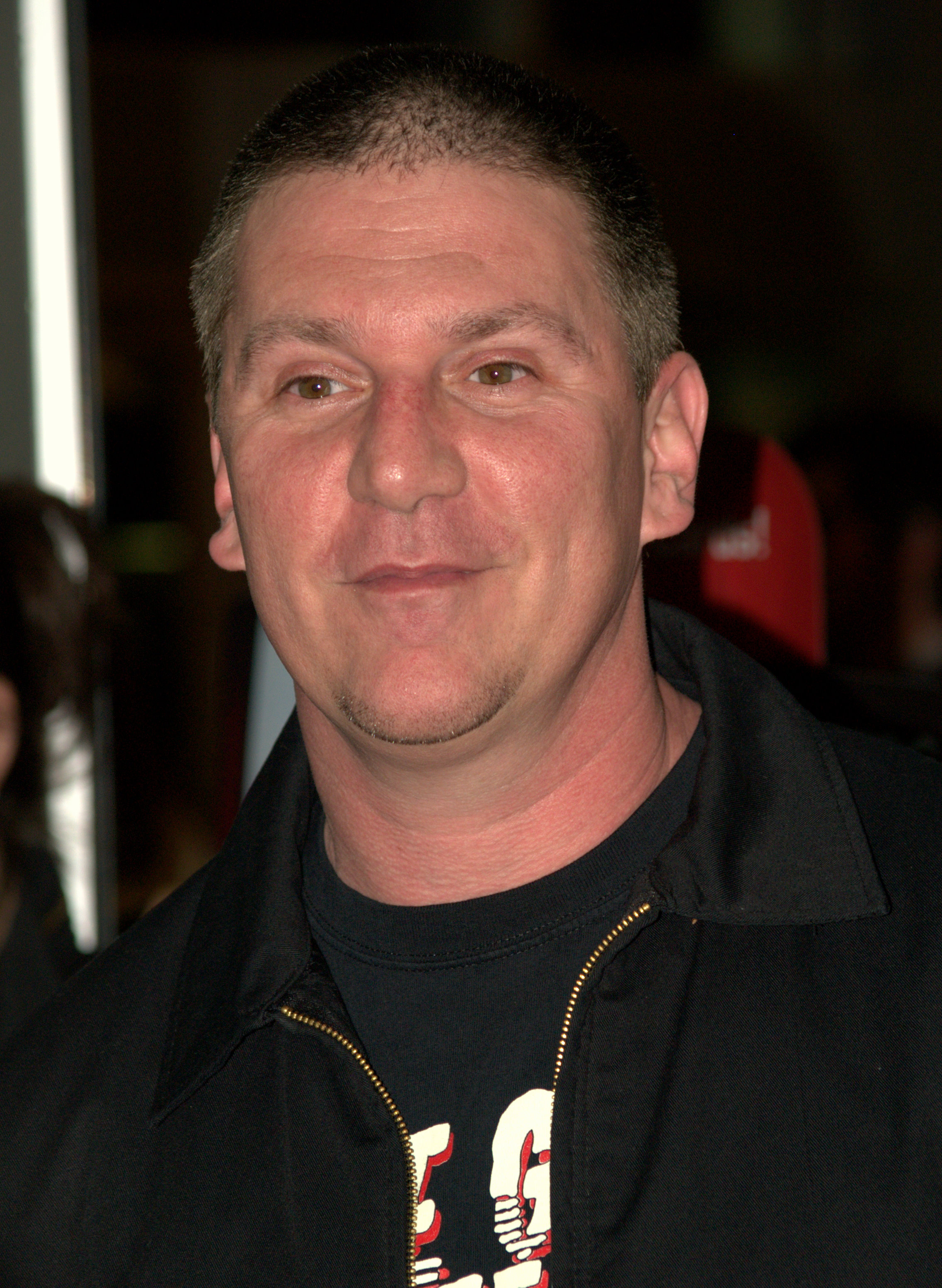
C. J. Ramone, Portraitfoto aus dem Jahr 2009

 C. J. Ramone (* 8. Oktober 1965 als Christopher Joseph Ward in Queens, New York) ist ein US-amerikanischer Musiker. Er wurde ab 1989 als Bassist der US-Punkband Ramones bekannt.

## Karriere
C. J. Ramone wuchs auf Long Island im US-Bundesstaat New York auf und lernte E-Bass-Spielen im Alter von dreizehn Jahren, nachdem er zuvor bereits Schlagzeug gespielt hatte. Im Jahr 1980 hörte er das erste Mal die Musik der Ramones. Als die Ramones 1989 per Anzeige im US-Magazin Village Voice einen neuen Bassisten suchten, da Dee Dee Ramone die Band verlassen hatte, nahm er am Vorspielen teil und wurde als erster Teilnehmer prompt engagiert. Bevor er der Band als dauerhaftes Mitglied beitreten konnte, musste er jedoch einen Strafarrest bei den US-Marines absitzen, da er sich während seines Militärdienstes unerlaubt von der Truppe entfernt hatte.
Anschließend wurde er zum jüngsten Mitglied der bereits seit 1974 bestehenden Band und hatte sein Live-Debüt mit den Ramones am 4. September 1989 bei einem Fernsehauftritt. Sein erstes Live-Konzert vor Publikum absolvierte er zu Beginn einer Europa-Tournee der Band am 30. September 1989 in der englischen Stadt Leicester.

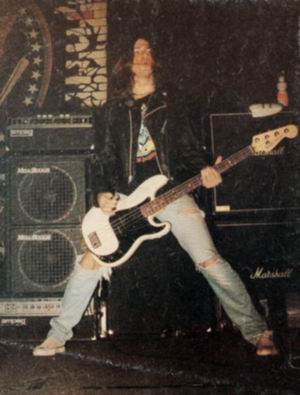
C. J. Ramone als Bassist der Ramones bei einem Live-Auftritt der Band im Jahr 1991

C. J. Ramone spielte von 1989 bis zur Auflösung der Band am 6. August 1996 E-Bass bei den Ramones und sang einige bekannte Ramones-Songs, deren Gesangspart zuvor von Ex-Mitglied Dee Dee Ramone beigesteuert worden war. Sein größter Beitrag als Sänger und Komponist der Band war 1995 zu deren letztem Studioalbum, Adios Amigos, zu dem er zwei eigene Kompositionen beisteuerte und außerdem den Gesang auf vier Stücken des Albums übernahm.
Neben seiner Tätigkeit bei den Ramones gründete Ward 1992 die New Yorker Punkband Los Gusanos, die nach der Auflösung der Ramones zu seiner Hauptbeschäftigung wurde. Bei den Gusanos spielt Ward Gitarre und singt. Im Jahr 2009 gab er einige Auftritte gemeinsam mit Daniel Rey und Brant Bjork (Kyuss, Fu Manchu) als Vorband der Toten Hosen. Des Weiteren war er auf deutschen Festivalbühnen zu sehen und spielte die Hits der Ramones-Zeit. So eröffnete er unter anderem das Area4-Festival. 2022 brachte er mit Hilfe der argentinischen Brauerei Rebel Cerveza ein Pilsner Bier namens „American Punk“ auf den Markt.
Ward war mit der Nichte des Ramones-Schlagzeugers Marky Ramone verheiratet, mit welcher er zwei gemeinsame Kinder hat. Mit seiner jetzigen Frau hat er eine Tochter.

## Diskografie

### Mit Guitar Pete’s Axe Attack
- Dead Soldier’s Revenge (1985)
- Nightmare (1986)

### Mit den Ramones
- Loco Live (1991)
- Mondo Bizarro (1992)
- Acid Eaters (1993)
- ¡Adios Amigos! (1995)
- Greatest Hits Live (1996)
- We’re Outta Here! (1997)

### Mit Los Gusanos
- Quick to Cut 7" (1993)
- Youth Gone Mad split 7" (1994)
- I’d Love to Save the World EP (1994)
- Los Gusanos (1998)

### Mit Bad Chopper
- The Warm Jets 7" (als The Warm Jets) (2000)
- Real Bad Time 7" (2003)
- Bad Chopper (2007)

### Soloalben
- Reconquista (2012)[4]
- Last Chance to Dance (August 2014)
- American Beauty (2017)
- The Holy Spell... (2019)